# Cuore forestiero
Cuore forestiero è un film del 1952 diretto da Armando Fizzarotti.

## Produzione
Pellicola ascrivibile al filone dei melodrammi sentimentali, comunemente detto strappalacrime, molto in voga in quegli anni tra il pubblico italiano, in seguito ribattezzato dalla critica con il termine neorealismo d'appendice.

## Distribuzione
Fu distribuito nel circuito cinematografico italiano il 12 settembre del 1952.